# Classe Glauco (sous-marin, 1935)
Pour les articles homonymes, voir Classe Glauco.
La classe Glauco est une classe de deux sous-marins commandés par le gouvernement portugais, mais qui ont été repris et complétés pour la Regia Marina (Marine royale italienne) dans les années 1930. Ils ont joué un rôle mineur dans la guerre civile espagnole de 1936-1939 en soutenant les nationalistes espagnols.

## Caractéristiques
Les sous-marins de la classe Glauco étaient des versions améliorées de la précédente classe Squalo. Ils déplaçaient 1 071 tonnes en surface et 1 326 tonnes en immersion. Les sous-marins mesuraient 73 mètres de long, avaient une largeur de 7,2 mètres et un tirant d'eau de 5,12 mètres.
Pour la navigation de surface, les sous-marins étaient propulsés par deux moteurs diesel FIAT de 1 500 chevaux (1 119 kW), chacun entraînant un arbre d'hélice. En immersion, chaque hélice était entraînée par un moteur électrique CRDA de 600 chevaux-vapeur (447 kW). Ils pouvaient atteindre 17 nœuds (31 km/h) en surface et 8 nœuds (15 km/h) sous l'eau. En surface, la classe Glauco avait une autonomie de 9 760 milles nautiques (18 080 km) à 8 noeuds (15 km/h) ; en immersion, elle avait une autonomie de 110 milles nautique (200 km) à 3 noeuds (5,6 km/h).
Les sous-marins étaient armés de huit tubes lance-torpilles internes de 53,3 cm (21 pouces), quatre à l'avant et quatre à l'arrière. Ils transportaient un total de 14 torpilles. Ils étaient également armés de deux canons de pont de 100 mm (3,9 in) calibre 47 Mod. 1931, un à l'avant et un à l'arrière de la tour de contrôle (kiosque), pour le combat en surface. Leur armement anti-aérien consistait en une ou deux mitrailleuses Breda Model 1931 de 13,2 mm.

## Navires de la classe
| Regia Marina - Classe Glauco | Regia Marina - Classe Glauco                        | Regia Marina - Classe Glauco | Regia Marina - Classe Glauco | Regia Marina - Classe Glauco           | Regia Marina - Classe Glauco |
| Sous-marin                   | Chantier                                            | Lancement                    | Entrée en service            | Destination finale                     |                              |
| ---------------------------- | --------------------------------------------------- | ---------------------------- | ---------------------------- | -------------------------------------- | ---------------------------- |
| Glauco                       | Cantieri Riuniti dell'Adriatico (CRDA) - Monfalcone | 5 janvier 1935               | 20 septembre 1935            | Coulé au combat le 27 juin 1941        |                              |
| Otaria                       | Cantieri Riuniti dell'Adriatico (CRDA) - Monfalcone | 20 mars 1935                 | 20 octobre 1935              | Radié le 1er février 1948, puis démoli |                              |

### Glauco
Lancé en 1935, le Glauco a participé à la guerre civile d'Espagne. Lors de son engagement pendant la Seconde Guerre mondiale, il a attaqué plusieurs navires alliés, mais sans qu'il soit certifié qu'ils aient coulé. Il a été coulé le 27 juin 1941 alors qu'il escortait un convoi allié après avoir été longuement attaqué avec des grenades sous-marines.

### Otaria
Le Otaria  a participé à la guerre civile d'Espagne. Pendant la Seconde Guerre mondiale, il a opéré à la fois en Méditerranée (où il a effectué des missions offensives infructueuses ainsi que quatre missions de transport) et dans l'Atlantique, où il a coulé le navire à vapeur Starcross. À partir de février 1943, il ne mène que des activités d'entraînement. A l'armistice du 8 septembre 1943, il se rend aux Alliés et est employé dans des exercices anti-sous-marins. Il a été radié en 1948 et mis au rebut.